# Bužim (Gospić)
Bužim is een plaats in de gemeente Gospić in de Kroatische provincie Lika-Senj. De plaats telt 94 inwoners (2001).